# Jack Wighton

a Compétitions nationales et continentales officielles uniquement.

b Matchs officiels uniquement.
Jack Wighton, né le 4 février 1993 à Orange (Australie), est un joueur  australien de rugby à XIII évoluant au poste de demi d'ouverture, de centre, d'arrière ou d'ailier dans les années 2010 et 2020.
Natif de Nouvelle-Galles du Sud , il pratique le rugby à XIII très jeune. Rapidement repéré, il est enrôlé par les équipes de jeunes des Canberra Raiders. Il dispute ses premières rencontres de National Rugby League (« NRL ») en 2012 et devient titulaire avant ses vingt ans. Polyvalent, il dispute près de 250 rencontres avec les Canberra Raiders entre 2012 et 2023, prenant notamment part à la charnière avec Aidan Sezer à la finale perdue de NRL en 2019 bien qu'il y soit nommé meilleur joueur de la finale, et est nommé meilleur joueur de la NRL en 2020 devant Clinton Gutherson et Nathan Cleary. Fin 2023, il annonce sa retraite sportive mais change d'avis en signant pour les South Sydney Rabbitohs dans un rôle de demi d'ouverture.
Parallèlement, il est convoqué en sélection. En 2019, il connaît ses premières sélections en équipe d'Australie puis prend une part active dans le titre de Coupe du monde en 2022. Au State of Origin, il joue pour la Nouvelle-Galles du Sud durant quatre années entre 2019 et 2022 remportant la série à deux reprises en 2019 et 2021.

## Palmarès
- Collectif :
  - Vainqueur  de la Coupe du monde : 2022 (Australie).
  - Vainqueur du State of Origin : 2019 et 2021 (Nouvelle-Galles du Sud).
  - Vainqueur du City vs Country Origin : 2013 et 2015 (Country).
  - Finaliste de la National Rugby League : 2019 (Canberra).

- Individuel :
  - Élu meilleur joueur de la National Rugby League : 2020 (Canberra).
  - Elu meilleur demi d'ouverture de la National Rugby League : 2020 (Canberra).
  - Élu meilleur joueur de la finale de la National Rugby League : 2019 (Canberra).

## Détails

### Détails en sélection
| Matchs internationaux de Jack Wighton | Matchs internationaux de Jack Wighton | Matchs internationaux de Jack Wighton | Matchs internationaux de Jack Wighton | Matchs internationaux de Jack Wighton | Matchs internationaux de Jack Wighton | Matchs internationaux de Jack Wighton | Matchs internationaux de Jack Wighton | Matchs internationaux de Jack Wighton | Matchs internationaux de Jack Wighton | Matchs internationaux de Jack Wighton | Matchs internationaux de Jack Wighton |
|                                       | Date                                  | Adversaire                            | Résultat                              | Compétition                           | Poste                                 | Points                                | Essais                                | Pen.                                  | Drops                                 |                                       |                                       |
| ------------------------------------- | ------------------------------------- | ------------------------------------- | ------------------------------------- | ------------------------------------- | ------------------------------------- | ------------------------------------- | ------------------------------------- | ------------------------------------- | ------------------------------------- | ------------------------------------- | ------------------------------------- |
| sous les couleurs de l'Italie         |                                       |                                       |                                       |                                       |                                       |                                       |                                       |                                       |                                       |                                       |                                       |
| 1.                                    | 25 octobre 2019                       | Nouvelle-Zélande                      | 26-4                                  | Coupe Océanie                         | Centre                                | 0                                     | 0                                     | 0                                     | 0                                     |                                       |                                       |
| 2.                                    | 2 novembre 2019                       | Tonga                                 | 6-12                                  | Coupe Océanie                         | Centre                                | 4                                     | 1                                     | 0                                     | 0                                     |                                       |                                       |

### Détails en club
| Saison | Saison                 | Championnat | Championnat  | Championnat | Championnat | Championnat | Championnat | Championnat | State of Origin | State of Origin | State of Origin | State of Origin | State of Origin | State of Origin | State of Origin | Sélection | Sélection | Sélection | Sélection | Sélection | Sélection | Sélection |
| Saison | Saison                 | Comp.       | Class.       | M           | Pts         | Ess.        | Buts        | Dp.         | Ed.             | Rés.            | M               | Pts             | Ess.            | Buts            | Dp.             | Compet.   | M         | Pts       | Ess.      | Buts      | Dp.       |           |
| ------ | ---------------------- | ----------- | ------------ | ----------- | ----------- | ----------- | ----------- | ----------- | --------------- | --------------- | --------------- | --------------- | --------------- | --------------- | --------------- | --------- | --------- | --------- | --------- | --------- | --------- | --------- |
| 2012   | Canberra Raiders       | NRL         | 2e tour      | 9           | 8           | 2           | -           | -           |                 |                 |                 |                 |                 |                 |                 |           |           |           |           |           |           |           |
| 2013   | Canberra Raiders       | NRL         | 13e          | 18          | 16          | 4           | -           | -           |                 |                 |                 |                 |                 |                 |                 |           |           |           |           |           |           |           |
| 2014   | Canberra Raiders       | NRL         | 15e          | 20          | 24          | 6           | -           | -           |                 |                 |                 |                 |                 |                 |                 |           |           |           |           |           |           |           |
| 2015   | Canberra Raiders       | NRL         | 10e          | 21          | 28          | 7           | -           | -           |                 |                 |                 |                 |                 |                 |                 |           |           |           |           |           |           |           |
| 2016   | Canberra Raiders       | NRL         | Finale prél. | 26          | 32          | 8           | -           | -           |                 |                 |                 |                 |                 |                 |                 |           |           |           |           |           |           |           |
| 2017   | Canberra Raiders       | NRL         | 10e          | 23          | 28          | 7           | -           | -           |                 |                 |                 |                 |                 |                 |                 |           |           |           |           |           |           |           |
| 2018   | Canberra Raiders       | NRL         | 10e          | 13          | 12          | 3           | -           | -           |                 |                 |                 |                 |                 |                 |                 |           |           |           |           |           |           |           |
| 2019   | Canberra Raiders       | NRL         | Finaliste    | 26          | 36          | 9           | -           | -           | 2019            | Vainqueur       | 3               | -               | -               | -               | -               |           | 2         | 4         | 1         | -         | -         |           |
| 2020   | Canberra Raiders       | NRL         | Finale prél. | 22          | 52          | 13          | -           | -           | 2020            | Perdant         | 3               | 4               | 1               | -               | -               |           |           |           |           |           |           |           |
| 2021   | Canberra Raiders       | NRL         | 10e          | 21          | 20          | 5           | -           | -           | 2021            | Vainqueur       | 3               | 4               | 1               | -               | -               |           |           |           |           |           |           |           |
| 2022   | Canberra Raiders       | NRL         | 2e tour      | 21          | 16          | 4           | -           | -           | 2022            | Perdant         | 1               | 4               | 1               | -               | -               | CM        | 5         | 8         | 2         | -         | -         |           |
| 2023   | Canberra Raiders       | NRL         | 1er tour     | 22          | 28          | 7           | -           | -           |                 |                 |                 |                 |                 |                 |                 |           |           |           |           |           |           |           |
| 2024   | South Sydney Rabbitohs | NRL         | 16e          | 21          | 24          | 6           | -           | -           |                 |                 |                 |                 |                 |                 |                 |           |           |           |           |           |           |           |
| 2025   | South Sydney Rabbitohs | NRL         |              | 4           | 4           | 1           | -           | -           |                 |                 |                 |                 |                 |                 |                 |           |           |           |           |           |           |           |